# Barbie i en julsaga
Barbie i en julsaga (engelska: Barbie in a Christmas Carol) är en amerikansk datoranimerad film från 2008 med dockan Barbie som huvudroll. Filmen släpptes på DVD i USA den 4 november 2008. Filmen är vagt baserat på En julsaga av Charles Dickens.

## Handling
På julafton berättar Barbie en gammal saga för sin syster Shelly om en kvinna, vid namn Eden Starling, som bodde i London. Eden är fruktansvärt bortskämd och elak, och hon jobbar på teatern med att sjunga. Hon är en stor stjärna, och därför kan hon styra över alla och göra bara som själv hon vill. Eden använder ofta uttrycket "I en självisk värld lyckas alltid den som är självisk".
Eden hatar julen. Därför tvingar hon sina medarbetare på teatern att arbeta under julen fast de egentligen vill åka hem till sina familjer. Inte ens Edens bästa väninna kan få henne på andra tankar. Men natten före julafton får Eden besök av tre julälvor, som berättar för henne om vad julen egentligen är och vad den ger. Eden får följa med på en resa genom tiden, där ingen kan se dem. Älvorna visar bland annat vad hennes vänner gör medan hon inte är där. Eden börjar förstå meningen med julen men är samtidigt osäker på vad hon egentligen ska välja.

## Rollista
Sångerna är inte dubbade till svenska, och därför är sångrösten på engelska densamma i den svenska dubbningen.
| Roll                      | Originalröst | Svensk röst (dialog)     |
| Barbie                    | Kelly Sheridan | Annika Rynger            |
| Eden Starling             | Morwenna Banks (dialog) Melissa Lyons (sång) Prudence Edwards (Eden som barn, dialog) Leanne Araya (Eden som barn, sång) | Annika Rynger            |
| Shelly                    | Amelia Henderson | Amanda Jennefors         |
| Catherine                 | Kandyse McClure (dialog) Shauntia Fleming (sång)                                                                         | Hilda Henze              |
| De svunna jularnas ande   | Tabitha St. Germain (dialog) Leanne Araya (sång)                                                                         | Mikaela Tidermark Nelson |
| Den nuvarande julens ande | Kathleen barr (dialog) Lisa Roth (sång)                                                                                  | Gunilla Backman          |
| De kommande jularnas ande | Gwynyth Walsh (dialog) Kelly Bixby (sång)                                                                                | Vicki Benckert           |
| Faster Marie              | Pam Hyatt | Vicki Benckert           |
| Chuzzlewit, Edens katt    | Kathleen Barr | Kathleen Barr            |
| Freddy                    | Luke Smith (dialog) Anthony Fett (sång)                                                                                  | Oskar Nilsson            |
| Ann                       | Shannon Chan-Kent (dialog) Leanne Araya (sång)                                                                           | Mikaela Tidermark Nelson |
| Nan                       | Shannon Chan-Kent (dialog) Leanne Araya (sång)                                                                           | Mikaela Tidermark Nelson |
| Maurice                   | Fabrice Grover (dialog) Tim Fett (sång)                                                                                  | Andreas Rothlin Svensson |
| Barnhemschef              | Fabrice Grover | Andreas Rothlin Svensson |
| Tammy                     | Amelia Henderson (dialog) Michael Ann Angone (sång)                                                                      | Amanda Jennefors         |
| Jacob                     | Morgan Roff | Willie Benckert Claesson |
| Fru Beadnell              | Melissa Lloyd | Gunilla Backman          |
| Nikki                     | Kandyse McClure | Hilda Henze              |